# Arden Cho
Arden Lim Cho (Amarillo, 16 augustus 1985) is een Amerikaanse actrice, zangeres en model.

## Biografie
Cho werd geboren in Amarillo bij Koreaanse/Amerikaanse ouders. Zij groeide in haar kinderjaren met haar jongere broer op in Dallas (Texas) en Minnesota. Cho doorliep de high school aan de Apple Valley Senior High School in Apple Valley (Minnesota) waar zij in 2003 haar diploma haalde, en studeerde in 2007 af met een bachelor in psychologie aan de Universiteit van Illinois te Urbana-Champaign.

## Privéleven
Cho is een actief vechtsport beoefenaar, en heeft hier de zwarte band. Zij is sinds 2002 ook een pokerspeler, en in 2018 werd zij 662e tijdens de World Series of Poker.

## Acteercarrière
Cho begon in 2008 met acteren in de film Hoodrats 2: Hoodrat Warriors, waarna zij nog meerdere rollen speelde in films en televisieseries. Ze is vooral bekend van haar rol als Kira Yukimura in de televisieserie Teen Wolf waar zij in 45 afleveringen speelde (2014-2016). In 2024 was zij als June te zien in de liveaction serie Avatar: The Last Airbender van Netflix.

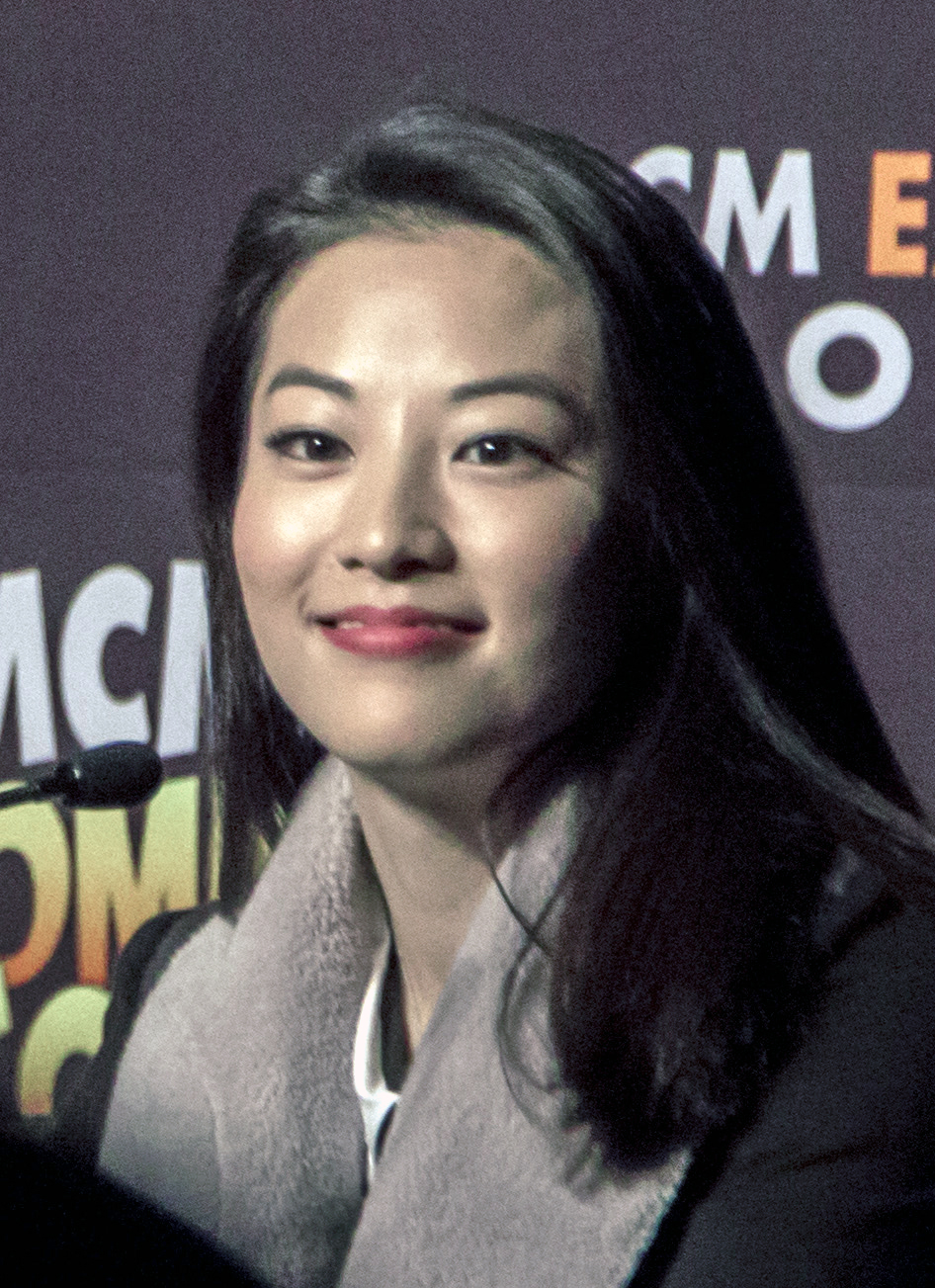
Arden Cho (2014)

## Modellenwerk
Cho is als model vooral actief in Azië, zo heeft zij gewerkt voor Reebok in Korea en Nike in Japan. Wereldwijd heeft zij gewerkt voor onder anderen Apple Inc. en Alexander McQueen en verscheen zij in de Vogue.

## Zangcarrière
Cho bracht in februari 2011 haar single op iTunes uit met de titel I'm Just a Girl, zij schreef, componeerde en zong zelf deze single. Op 25 februari 2011 bracht zij voor deze single de videoclip uit op YouTube.

## Filmografie

### Films
Uitgezonderd korte films.
- 2018 The Honor List - als Honor Liang
- 2017 Stuck - als Alicia
- 2013 Olympus Has Fallen - als Koreaanse sluipmoordenaar
- 2013 The Selection - als Elise Whisks
- 2012 The Baytown Outlaws - als Angel
- 2012 Walking the Halls - als Kylie
- 2011 Mega Python vs. Gatoroid - als Gia
- 2008 Hoodrats 2: Hoodrat Warriors - als Miriam

### Televisieseries
Uitgezonderd eenmalige gastrollen.
- 2022 Partner Track - als Ingrid Yun - 10 afl.
- 2018-2019 Chicago Med - als Emily - 17 afl.
- 2017-2018 Miss 2059 - als Arden Young - 11 afl.
- 2017 Freakish - als Tonya - 2 afl.
- 2016 Tween Fest - als Lexii C. - 8 afl.
- 2014-2016 Teen Wolf - als Kira Yukimura - 45 afl.
- 2010 Ktown Cowboys - als Sarah - 4 afl.

### Computerspellen
- 2013 Tomb Raider - als Samantha Nishimura / Stephanie / Sun Queen

- Library of Congress Control Number: no2015093106
- MusicBrainz: eb734163-d010-4037-9541-c09fe8f25fb2
- Virtual International Authority File: 316879381
- WorldCat: E39PBJrm4CTCBjrrXcckqh46rq